# Antonio Tauler
Antonio Tauler Llull, detto Toni (Santa Margalida, 11 aprile 1974), è un ex pistard e ciclista su strada spagnolo. Professionista su strada dal 1998 al 2006, vinse il titolo nazionale 2006 a cronometro; nel 2008 fu invece medaglia d'argento nell'americana su pista, in coppia con Joan Llaneras, ai Giochi olimpici di Pechino.

## Palmarès

### Strada
- 1999 (Kelme-Costa Blanca, una vittoria)

5ª tappa Vuelta a Murcia (Murcia > Murcia, cronometro)
- 2006 (3 Molinos Resort)

Campionati spagnoli, prova a cronometro

#### Altri successi
- 2004 (Illes Balears-Banesto)

1ª tappa Volta Ciclista a Catalunya (Salou > Salou, cronometro)

## Piazzamenti

### Grandi Giri
- Giro d'Italia

1998: ritirato (16ª tappa)
2005: 126º
- Tour de France

2000: 63º
2001: 76º
2002: ritirato (12ª tappa)
2003: ritirato (8ª tappa)
- Vuelta a España

1999: 47º
2001: 55º
2002: 39º
2003: 97º

### Classiche monumento
- Milano-Sanremo

2001: 169º
2004: ritirato
- Giro di Lombardia

2003: ritirato

### Competizioni mondiali
- Campionati del mondo su pista

Palma di Maiorca 2007 - Inseguimento individuale: 4º
Manchester 2008 - Inseguimento a squadre: 7º
Manchester 2008 - Inseguimento individuale: 9º
Pruszków 2009 - Inseguimento a squadre: 5º
Pruszków 2009 - Inseguimento individuale: 11º
- Campionati del mondo su strada

Zolder 2002 - In linea Elite: 74º
- Giochi olimpici

Sydney 2000 - Inseguimento individuale: 16º
Sydney 2000 - Inseguimento a squadre: 12º
Pechino 2008 - Inseguimento individuale: 6º
Pechino 2008 - Americana: 2º